# Nabój 9 × 18 mm Police
9 × 18 mm Police (Ultra) – nabój pistoletowy opracowany na początku lat 70. XX wieku w RFN. Miał zastąpić nabój 9 × 17 mm Short.
9 mm Police został opracowany jako nabój przeznaczony do pistoletów działających na zasadzie odrzutu zamka swobodnego. Wywodził się z przedwojennych prac nad nabojem 9 × 18 mm Ultra, którego rozwój został jednak wówczas zarzucony. Prawdopodobnie pod wpływem względnego sukcesu naboju 9 × 18 mm Makarowa, stanowiącego pośredni nabój pod względem mocy między nabojem 9 × 17 mm Browninga i 9 × 19 mm Parabellum, w latach 70. nabój ten został wprowadzony na rynek pod nazwą 9 × 18 mm Police. Pomimo podobnego oznaczenia do naboju 9 × 18 mm Makarowa, nie jest z nim zamienny.
Energię pocisku dobrano w ten sposób aby zapewnić bezpieczne działanie broni z zamkiem swobodnym, a jednocześnie zmaksymalizować zdolność obalającą. Nabój Police miał zgodnie z nazwą stać się standardową amunicją w pistoletach policyjnych, ale z powodu dużego rozpowszechnienia amunicji 9 × 19 mm Parabellum i strzelających nią kompaktowych pistoletów, nie zdobyła popularności.